# مارالیان بالا
مارالیان بالا ( ترکی آذربایجانی: Yuxarı Maralyan) یک منطقهٔ مسکونی در جمهوری آرتساخ است که در استان هادروت واقع شده‌است.